# Лысогора
Лысогора (укр. Лисогора) — село в Винницком районе Винницкой области Украины.
Код КОАТУУ — 0520682506. Население по переписи 2001 года составляет 557 человек. Почтовый индекс — 23221. Телефонный код — 432.
Занимает площадь 0,892 км².

## Адрес местного совета
23220, Винницкая область, Винницкий р-н, с. Ксаверовка, ул. Заречная, 25а